# Sự chiếm lĩnh thị trường của Mozilla Firefox
Từ đợt phát hành lần đầu năm 2004, sự chiếm lĩnh thị trường của Mozilla Firefox hay thị phần người dùng của Mozilla Firefox đã gia tăng nhanh chóng. Firefox đã trở thành trình duyệt web phổ biến thứ hai trên toàn thế giới, chỉ sau Internet Explorer.

## Thị phần
| Firefox | Safari | Opera | Netscape | Mozilla | Other |

Thị phần trình duyệt web (không bao gồm IE):

Người dùng web đã chấp nhận Firefox một cách rất nhanh chóng, bất chấp sự có mặt của Internet Explorer trên hầu hết các máy tính Microsoft Windows NT. Internet Explorer bị giảm sút thị phần dần dần kể từ khi Firefox ra mắt. Theo NetApplications, Firefox đạt được 21,34% thị phần trình duyệt web vào tháng 12 năm 2008, khiến nó trở thành trình duyệt phổ biến thứ hai trên thế giới, sau Internet Explorer (68,15%).
Tại Châu Âu, theo như một nghiên cứu của XiTi vào tháng 3 năm 2008, tỉ lệ sử dụng Firefox cao hơn, trung bình khoảng 28,8%. Tỉ lệ sử dụng cao nhất là ở Phần Lan (khoảng 45,9% tính đến tháng 3 năm 2008).
Firefox đang có ý định tung ra bản cho IOS vào cuối năm 2015,với tính năng firefox account [PCWorld: Mozilla releases first public Firefox for iOS preview. http://google.com/newsstand/s/CBIw67mdrCI%5B%5D].

## Số lần tải xuống

Đồ thị tổng số lần tải Firefox 1.x và 2.x tính theo hàng triệu

Đồ thị số lượt tải Firefox 1.x và 2.x mỗi ngày tính theo hàng nghìn

Số lần tải vẫn liên tục tăng kể từ khi Firefox 1.0 được phát hành vào tháng 11 năm 2004. Chưa có một sản phẩm nào khác của Quỹ Mozilla có sự tăng trưởng như vậy.
| Ngày                  | Số ngày | Lượt tải/triệu |
| --------------------- | ------- | -------------- |
| 10 tháng 11, năm 2004 | 1       | 1              |
| 16 tháng 2, năm 2005  | 99      | 25             |
| 29 tháng 4, năm 2005  | 171     | 50             |
| 26 tháng 7, năm 2005  | 259     | 75             |
| 19 tháng 10, năm 2005 | 344     | 100            |
| 3 tháng 3, năm 2006   | 479     | 150            |
| 31 tháng 7, năm 2006  | 629     | 200            |
| 11 tháng 11, năm 2006 | 732     | 250            |
| 12 tháng 2, năm 2007  | 825     | 300            |
| 7 tháng 9, năm 2007   | 1032    | 400            |
| 21 tháng 2, năm 2008  | 1199    | 500            |
| 3 tháng 11, năm 2008  | 1464    | 700            |

Những con số này không bao gồm tải về bằng phần mềm cập nhật và các trang web của hãng thứ ba. Số lần tải cũng không phải là số người dùng, vì một bản được tải xuống có thể được cài đặt lên nhiều máy, hoặc một người có thể tải về nhiều lần. Theo Mozilla, Firefox có khoảng 180 triệu người dùng vào tháng 5 năm 2008.

## Sự chiếm lĩnh trong các tổ chức
Trong suốt hội thảo FOSDEM năm 2005, Tristan Nitot, tổng quản lý của Mozilla Europe, phát biểu rằng ông biết rằng một vài công ty đã triển khai trình duyệt Firefox hoặc trình quản lý thư điện tử Thunderbird. Những công ty còn lại không muốn công bố sự chuyển đổi sử dụng trình duyệt của mình do họ lo ngại sẽ làm hỏng mối quan hệ với Microsoft.
Theo một bài báo của CNET xuất bản vào ngày 12 tháng 5 năm 2005, có khoảng 30.000 nghìn cán bộ công nhân viên của IBM (khoảng 10% tổng số công nhân viên) đã sử dụng Firefox. IBM khuyến khích công nhân viên của mình sử dụng Firefox như là một trình duyệt chuẩn bằng cách hỗ trợ sử dụng trình duyệt Firefox cho công nhân viên thông qua bàn trợ giúp của công ty.
Khoa Công nghệ thông tin và Dịch vụ mạng của đại học Chicago bắt đầu tích hợp cả Firefox và Thunderbird trong gói kết nối cho tất cả các sinh viên mới vào trong qúy III năm 2005.
Gần đây hai đại học Boston College và Đại học Tiểu bang Kansas đã chấp nhận Firefox là trình duyệt chính thức trong mạng của trường mình. Boston College khuyến khích tất cả sinh viên chuyển từ trình duyệt Internet Explorer sang trình duyệt Firefox trên máy tính của họ, do nó dễ dùng và có độ bảo mật tốt hơn.
Tháng 12 năm 2005, Dell UK sẽ bắt đầu gắn kèm với máy PC cài sẵn hệ điều hành của mình trình duyệt Firefox.

## Chiếm lĩnh trong ngành
Kể từ giai đoạn tiền 1.0, nhiều trang web và những ứng dụng web tiếng tăm, bao gồm cả Gmail, đã hỗ trợ (và trong một số trường hợp, khuyến cáo) sử dụng Firefox. Từ 30 tháng 3, năm 2005, bộ máy tìm kiếm Google đã đưa vào sử dụng chức năng tải trước liên kết (link prefetching) của Firefox để tăng tốc độ tìm kiếm. Google cũng khuyến cáo sử dụng Firefox làm trình duyệt cho dịch vụ weblog của họ là Blogger.com. Ngày 18 tháng 5, năm 2005, eBay tuyên bố hỗ trợ Firefox cho trình quản lý ảnh eBay Picture Manager của họ. Năm 2006, Microsoft phát hành plug-in Windows Genuine Advantage cho trình duyệt tương thích với Firefox.
Các công ty phát triển bộ máy tìm kiếm bao gồm Google, Yahoo! và A9.com hiện tại cũng cấp những phần mở rộng (extension) cho Firefox để truy cập các dịch vụ của họ, bên cạnh những tiện ích (add-on) gốc vốn dành cho Internet Explorer. Google đã phát hành 4 phần mở rộng cho Firefox, khẳng định sự quan tâm rất lớn của hãng này dành cho Firefox.
Ngoài ra, nhiều gói phần mềm, chẳng hạn như bản phân phối Ubuntu thuộc Linux, đã tích hợp sẵn Firefox làm trình duyệt mặc định.